# Cure for Pain
Cure for Pain é o segundo álbum de estúdio da banda de rock alternativo, Morphine, lançado pela editora Rykodisc. O vídeo da música "Thursday" apareceu num episódio da série Beavis and Butt-Head. É muitas vezes considerado pela critica como o melhor trabalho da banda.
| Críticas profissionais                                                      | Críticas profissionais |
| Avaliações da crítica                                                       | Avaliações da crítica  |
| Fonte                                                                       | Avaliação              |
| --------------------------------------------------------------------------- | ---------------------- |
| allmusic                                                                    | [ 1 ]                  |
| Rolling Stone                                                               | [ 2 ]                  |
| Esta tabela precisa de ser acompanhada por texto em prosa. Consulte o guia. |                        |

## Faixas
1. "Dawna" - 0:44 ^
2. "Buena" - 3:19
3. "I'm Free Now" - 3:24
4. "All Wrong" - 3:40
5. "Candy" - 3:14
6. "A Head With Wings" - 3:39
7. "In Spite of Me" - 2:34 ^
8. "Thursday" - 3:26
9. "Cure for Pain" - 3:13
10. "Mary Won't You Call My Name?" - 2:29
11. "Let's Take a Trip Together" - 2:59 ^
12. "Sheila" - 2:49
13. "Miles Davis' Funeral" - 1:41 ^

## Créditos

### Produção
- Produzido por Paul Q. Kolderie
- Faixas com (^) gravadas e misturadas por Mark Sandman

### Pessoal
- Mark Sandman - baixos, guitarra; órgão; voz.
- Dana Colley - saxofones e coro
- Jerome Deupree - bateria
- Billy Conway - bateria em #9 & #11;
- Jimmy Ryan - Bandolim em #7
- Ken Winokur - Percussão na #13